# Lilija Hrynewycz
Lilija Mychajliwna Hrynewycz, ukr. Лілія Михайлівна Гриневич (ur. 13 maja 1965 we Lwowie) – ukraińska nauczycielka, działaczka oświatowa i polityk, posłanka do Rady Najwyższej, w latach 2016–2019 minister oświaty i nauki.

## Życiorys
Absolwentka biochemii na Uniwersytecie Lwowskim (1987), w 1993 ukończyła także studia na Politechnice Lwowskiej. Uzyskała stopień kandydata nauk. Pracowała jako nauczycielka i dyrektorka jednostek oświatowych. W latach 2006–2009 kierowała departamentem edukacji i nauki w administracji miejskiej Kijowa. Stanęła na czele Centrum Testowania Technologii i Monitorowania Jakości Oświaty, zajęła się również działalnością naukową w ramach Narodowej Akademii Nauk Pedagogicznych Ukrainy. Stypendystka Programu Stypendialnego im. Lane’a Kirklanda (2001).
Była doradczynią lidera Frontu Zmian Arsenija Jaceniuka do spraw edukacji. W 2012 z ramienia skupiającej środowiska opozycyjne Batkiwszczyny uzyskała mandat deputowanej VII kadencji. Po zjednoczeniu różnych ugrupowań w 2013 objęła funkcję wiceprzewodniczącej Batkiwszczyny. W 2014 stała się jedną z liderem nowo powstałego Frontu Ludowego. W tym samym roku z powodzeniem ubiegała się o parlamentarną reelekcję.
14 kwietnia 2016 została powołana na ministra oświaty i nauki w rządzie Wołodymyra Hrojsmana. Stanowisko to zajmowała do 29 sierpnia 2019.
Odznaczona Orderem Księżnej Olgi III stopnia